# (6395) Hilliard
Pour les articles homonymes, voir Hilliard.
(6395) Hilliard est un astéroïde de la ceinture principale.

## Description
(6395) Hilliard est un astéroïde de la ceinture principale. Il fut découvert le 21 octobre 1990 à Yatsugatake par Yoshio Kushida et Osamu Muramatsu. Il présente une orbite caractérisée par un demi-grand axe de 2,41 UA, une excentricité de 0,20 et une inclinaison de 1,5° par rapport à l'écliptique.

## Compléments